# ألكسندر غارفين
ألكسندر غارفين (بالإنجليزية: Alexander Garvin)‏ هو مهندس معماري أمريكي، ولد في 8 مارس 1941 في نيويورك في الولايات المتحدة.